# لاوفلد
لاوفلد (به آلمانی: Laufeld) یک شهر در آلمان است که در برنکاستل-ویتلیش واقع شده‌است. لاوفلد ۵۰۳ نفر جمعیت دارد.